# Hauptstraße (Berlin-Alt-Hohenschönhausen)
Die Hauptstraße ist die älteste Straße des Berliner Ortsteils Alt-Hohenschönhausen im Bezirk Lichtenberg. Sie spiegelt die Geschichte des Ortsteils vom Mittelalter bis zur Gegenwart wider und bietet somit einen Überblick über die Veränderung im Laufe der Jahrhunderte. Damals wie heute zählt die Hauptstraße zu den am meisten genutzten Straßen Alt-Hohenschönhausens.

## Verlauf

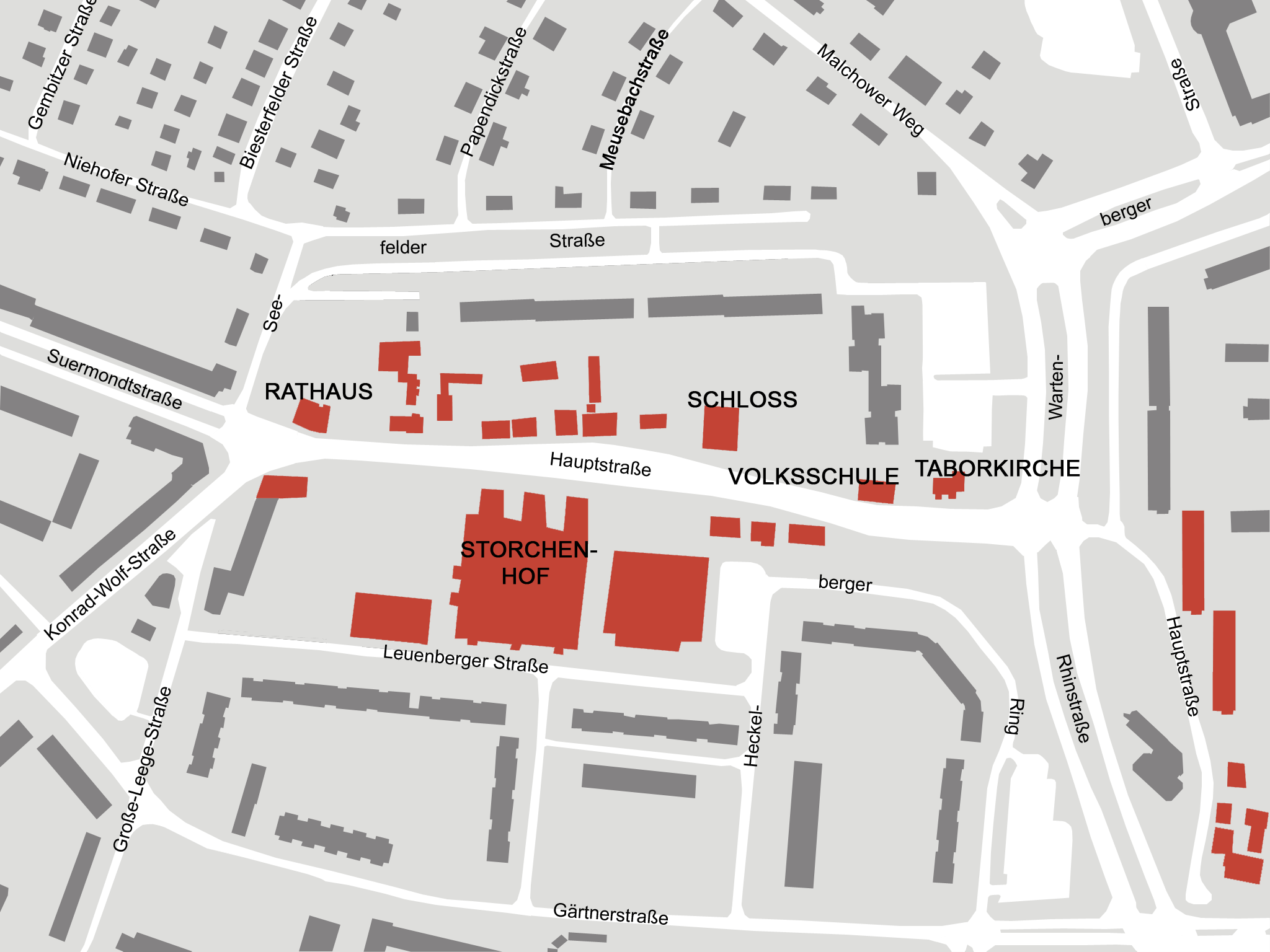
Verlauf der Hauptstraße mit den angrenzenden Gebäuden (rot markiert)

Die Hauptstraße befindet sich im Norden des Ortsteils. Sie beginnt an der Kreuzung mit der Seefelder Straße und Konrad-Wolf-Straße aus der Suermondtstraße hervorgehend und führt gen Osten. In ihrem Verlauf passiert sie den Dorfkern von Hohenschönhausen. Nach der Kreuzung mit der Rhinstraße und der Wartenberger Straße verläuft sie nach einer Rechtskurve ein kurzes Stück südwärts und endet schließlich als Sackgasse an der Kreuzung Rhinstraße Ecke Gärtner- und Marzahner Straße.

## Geschichte

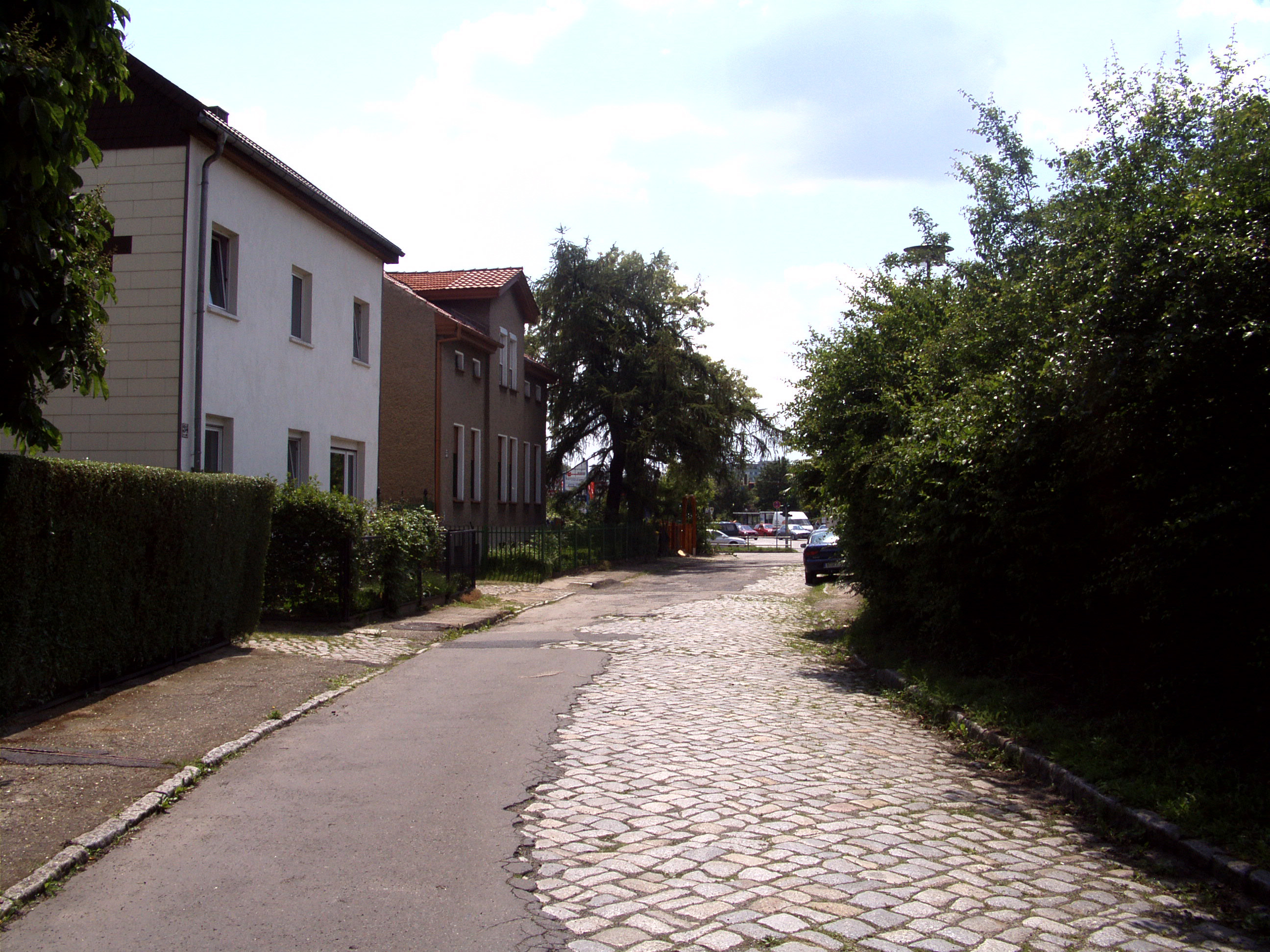
Die östliche Fortführung der Hauptstraße ist heute kaum mehr bekannt

Die Entstehung der Hauptstraße, damals noch Dorfstraße genannt, vollzog sich zeitgleich mit der von Hohenschönhausen, also um das Jahr 1230. Bis heute änderte sich kaum etwas an ihrem Verlauf, lediglich die Bebauung änderte sich im Laufe der Jahrhunderte. Das älteste Gebäude nach der Dorfkirche ist das Gutshaus, auch als Schloss bezeichnet, dessen Entstehungszeit auf das Jahr 1792 datiert wird. Um das Jahr 1900 herum erhielt die Straße ihren heutigen Namen. Grund dafür war die rasante Entwicklung im ausgehenden 19. und beginnenden 20. Jahrhundert, die die Gemeindebediensteten dazu veranlasste, sich von dem dörflichen Charakter – und somit auch der Dorfstraße – loszusagen.
Bis 1983 erweckte die Straße mit ihren zahlreichen Häusern, von denen die meisten aus dem 19. Jahrhundert stammten, den Eindruck eines kleinen märkischen Dorfes. Infolge des Wohnungsbauprogramms der SED allerdings wichen die ersten Gebäude. Der Grund war weniger, dass Plattenbauten an ihrer Stelle entstehen sollten, sondern vielmehr der Ausbau der Haupt-, Rhin- und Wartenberger Straße auf vier bis sechs Spuren. Für die Straßenbahn, die seit 1899 Hohenschönhausen mit Berlin verbindet, entstand etwa auf mittlerer Höhe eine großzügig angelegte Haltestelle. Frühere Pläne sahen vor, die Strecke in eine parallel liegende Straße zu führen. Der Ausbau hatte allerdings auch zur Folge, dass schmalere beziehungsweise an einigen Stellen gar keine Fußwege vorhanden waren. Der östliche Teil der Hauptstraße hinter der Ecke Rhinstraße wurde vom Durchgangsverkehr abgehängt und findet heute kaum noch Beachtung.

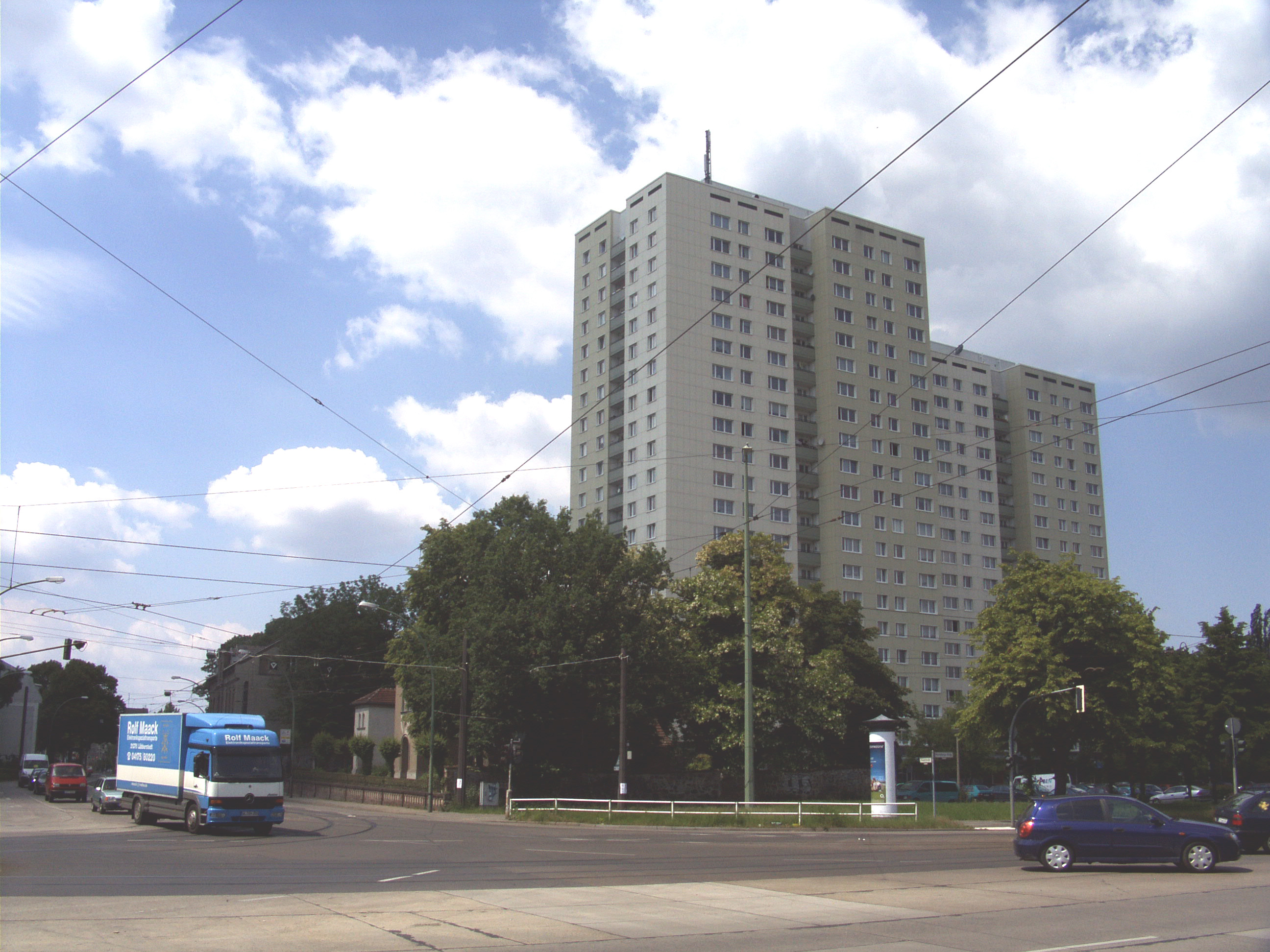
Alt (Taborkirche links unten im Bild) und Neu (Hochhäuser) prägen das Bild der Hauptstraße

In den 1990er Jahren gab es von verschiedenen Seiten her die Idee, die Hauptstraße in eine Fußgängerzone umzuwandeln. Die Straßenbahn sollte weiterhin ihre angestammte Trasse nutzen, während der Individualverkehr auf die Gärtnerstraße ausweichen sollte. Da diese jedoch auf mehr als die doppelte der vorhandenen Breite hätte erweitert werden müssen, wurden die Pläne unter anderem deswegen fallen gelassen.

## Bebauung

### Allgemeines
Die Bebauung entlang der Hauptstraße ist etwa annähernd identisch mit der des historischen Hohenschönhauser Dorfkerns. So stehen hier unter anderem die Dorfkirche oder das ehemalige Gutshaus Hohenschönhausen. Daneben existierten bis in die 1970er Jahre hinein verschiedene Kleinbetriebe wie Schmiede oder Schlachter. Auch Bauernhöfe gehörten bis dato zum Erscheinungsbild der Straße. Seit den 1970er und 1980er Jahren prägen auch einige Neubauten das Bild. So stehen in unmittelbarer Nähe der Kirche zwei Punkthochhäuser, gegenüber dem Gutshaus befindet sich zudem ein Einkaufszentrum.
Entsprechend der Berliner Denkmaldatenbank steht im 21. Jahrhundert der gesamte Dorfkern Hohenschönhausen mit den Hausnummern Hauptstraße 12, 42–44, 45–48 unter Denkmalschutz.

### Taborkirche

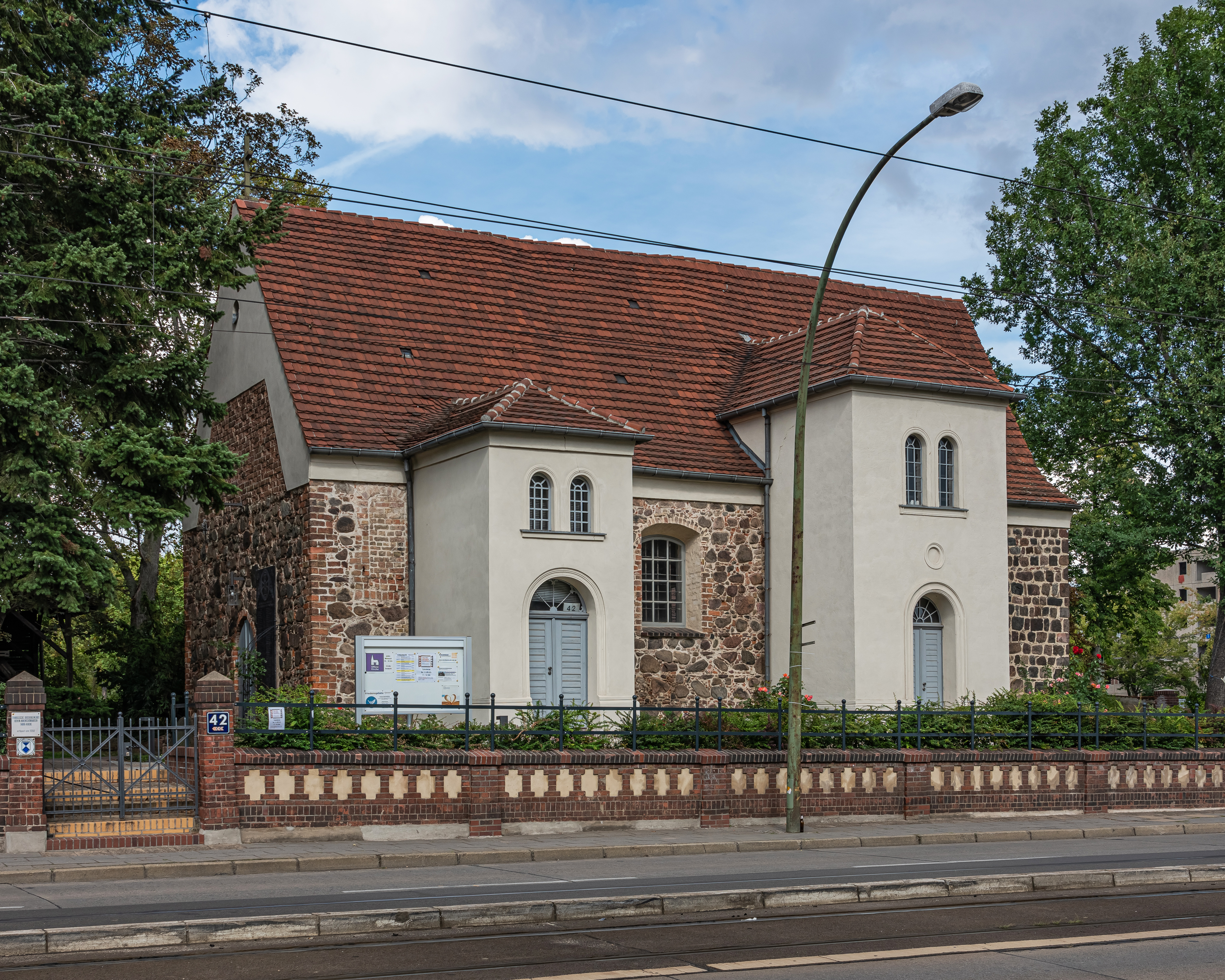
Taborkirche; deutlich erkennbar ist das ehemalige Turmkreuz links am linken Ende des Dachfirstes

Die Taborkirche ist das älteste Gebäude des Ortsteils. Verschiedene Quellen nennen als Baujahr 1230; die Fachliteratur (Pomplun, Cante und Friske) setzt sie jedoch übereinstimmend in das späte 13. Jahrhundert. Ihre Bauzeit liegt damit fast 100 Jahre vor der ersten urkundlichen Erwähnung Hohenschönhausens in den Jahren 1352 beziehungsweise 1356. Das Dorf wurde vermutlich um 1230 gegründet, hatte aber mit großer Wahrscheinlichkeit – wie in den märkischen Dörfern generell üblich – zunächst eine Holzkirche.
Die Taborkirche ist eine Feldsteinkirche, ihr ursprünglicher Name lautete lediglich Dorfkirche, erst später bekam sie ihren heutigen Namen. Der Name leitet sich von Tabor ab und ist eine Bezeichnung für Wehrkirchen. Der Bau erhielt um 1450 ein Langhaus sowie um 1470 einen Fachwerkturm, der mindestens einmal pro Jahrhundert umgebaut wurde. Der erste Umbau fand bereits 1615, in Form eines kompletten Neubaus statt; rund 100 Jahre später wurde das ursprüngliche Spitzdach entfernt und dafür eine Haube im Barockstil aufgesetzt. Im Jahr 1714 erhielt der Turm zudem eine Wetterfahne. An der Ostseite des Langhauses befinden sich vier Putztafeln, auf denen die Jahre 1738, 1801, 1905 und 1924 vermerkt sind, in diesen Jahren fanden weitere Umbaumaßnahmen statt. Im Jahr 1953 musste der Kirchturm abgebaut werden, da das Fachwerk im Inneren vollkommen vermodert war. Finanziell wäre ein Neubau zu damaliger Zeit nicht problematisch gewesen, es fehlte allerdings am nötigen Material. An einen Wiederaufbau ist heute nicht mehr zu denken, da nunmehr zwar Materialien, aber keine finanziellen Mittel zur Verfügung stehen.
Der Marienaltar der Kirche wurde 1924 aus der Wartenberger Dorfkirche hierher verlegt, er stammt aus der Zeit um 1450. Die originale Altargruppe mit dem Bild der Jungfrau Maria kam etwa im gleichen Jahr in die Berliner Nikolaikirche, heute kann sie im Märkischen Museum betrachtet werden.

### Dorfschule

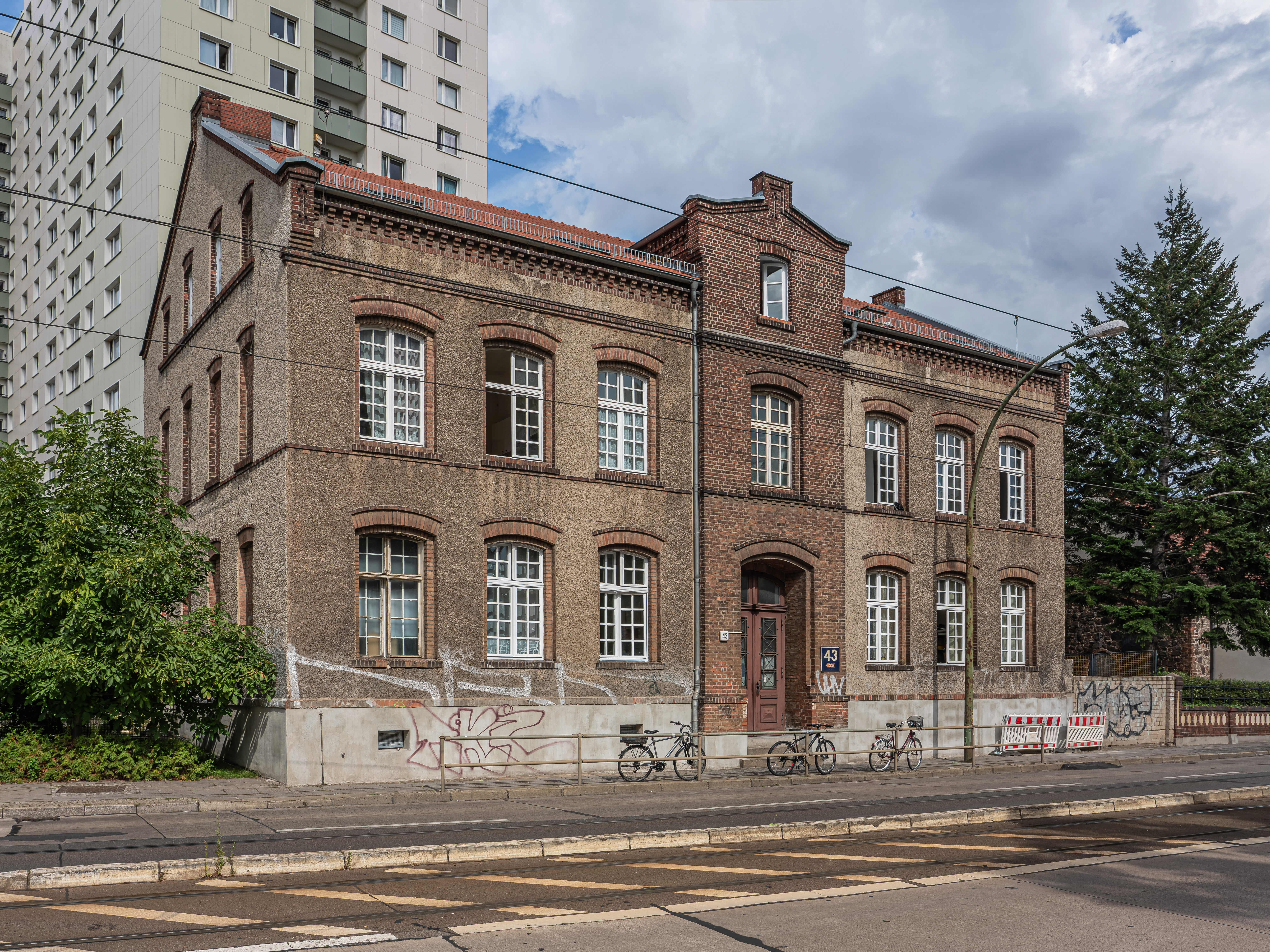
Ehemalige Dorfschule

Die ehemalige Dorfschule befindet sich an der Hauptstraße 43, genau zwischen Taborkirche und Schloss. Bereits 1810 besaß der Ort eine Dorfschule, die, wie damals üblich in unmittelbarer Nähe zur Dorfkirche errichtet worden war. In diesem Fall stand das erste Schulgebäude südöstlich der Kirche am Kirchhof. Im Jahr 1825 wurde diese durch einen Lehmbau an der Dorfstraße (die heutige Hauptstraße) ersetzt. Der Neubau hatte neben den nötigen Unterrichtsräumen auch eine Wohnung für den Lehrer und Küster. Der Bau wurde 1848 nochmals erweitert und schließlich 1889 wegen Baufälligkeit abgerissen.
Noch im gleichen Jahr begann die Schulgemeinde mit einem weiteren Neubau der Dorfschule. Dieser Bau beherbergte neben vier Klassenräumen auch je zwei Wohnungen für verheiratete und ledige Lehrer sowie ein Abort- und Stallgebäude. Das Gebäude ist ein unverputzter Backsteinbau. Die Kosten für die Errichtung beliefen sich auf rund 34.000 Goldmark (kaufkraftbereinigt in heutiger Währung: rund 279.000 Euro).
Da sich die Gemeinde in einem rasanten Wachstum befand, musste bereits kurz nach der Wende zum 20. Jahrhundert ein weiteres Gebäude her. In den Jahren 1905/1906 entstand so ein weiteres Schulhaus an der Freienwalder Straße 6, das sich bald jedoch auch als vollkommen unzureichend herausstellte. Daraufhin veranlasste der damalige Gemeindevorsteher von Hohenschönhausen, Paul Koenig, den Bau eines neuen und vor allem größeren Schulgebäudes. Der Bau an der Roedernstraße war eine Doppelschule für Knaben und Mädchen. Gleichzeitig mit der Eröffnung dieses neuen Schulgebäudes, das heute noch als solches genutzt wird, wurden die beiden anderen Schulen geschlossen.
Ein Jahr nach der Schließung begann die Nutzung der ehemaligen Dorfschule als Jugendheim. In den 1920er Jahren befanden sich hier die Diensträume der örtlichen Polizei. Anfang der 1930er Jahre wurde das Gebäude kurzfristig nochmals als Schule genutzt. Nach der ursprünglichen Wiederherstellung der Unterrichtsräume wurde 1944 nur noch einer als solcher genutzt. In den anderen war eine Lebensmittelkartenstelle für Bewohner sowie Angehörige der Wehrmacht und der Hitlerjugend eingerichtet.
Nach dem Zweiten Weltkrieg verblieb das Gebäude in seiner ursprünglichen Funktion als Schule bis in die 1970er Jahre. Sie wurde bis dahin als 14. Grundschule von Weißensee betrieben. 1973, während der X. Weltfestspiele der Jugend in Berlin, diente das Haus zusätzlich noch als Unterkunft. Gegen Ende des Jahrzehnts befand sich hier außerdem der Sitz der Bauleitung für das Neubaugebiet Hohenschönhausen II. Im Jahr 1983 zogen ein Jugendklub und die Anne-Frank-Bibliothek in das Haus ein, ersterer blieb bis 1990 bestehen, die Bibliothek wurde 2002 geschlossen. Seitdem steht das denkmalgeschützte Gebäude leer.

### Schloss Hohenschönhausen

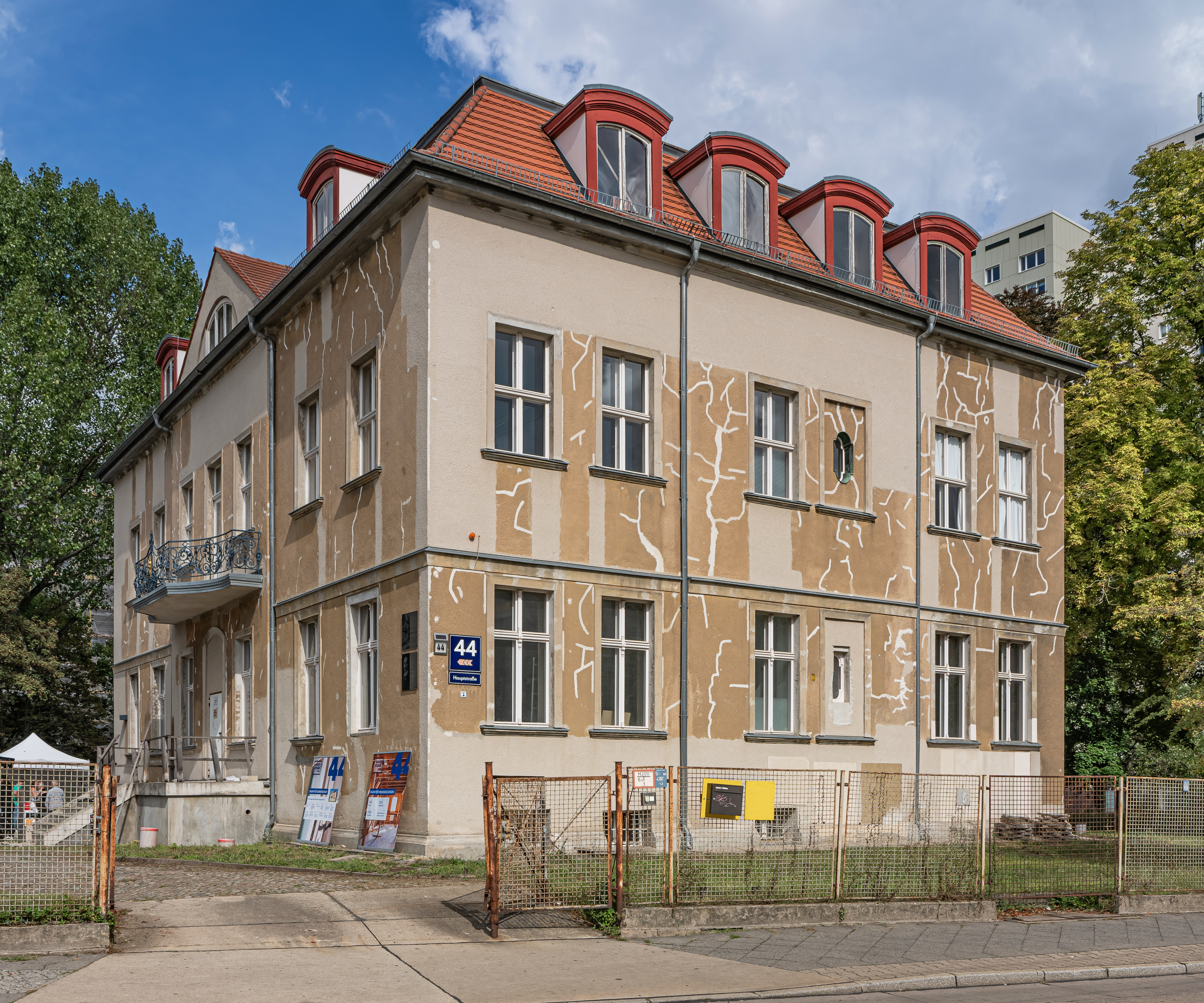
Schloss Hohenschönhausen

Das als Schloss Hohenschönhausen bezeichnete Gutshaus an der Hauptstraße 44 ist kein Schloss im Wortsinn. Es stammt mit großer Wahrscheinlichkeit bereits aus dem 17. Jahrhundert, damals vermutlich noch eingeschossig. Spätestens seit 1792 ist das Haus zweigeschossig und hat seitdem im Erdgeschoss ein System durchgängiger Kreuzgratgewölbe.
Bis 1736 residierte hier die Adelsfamilie von Röbel, danach diente der Bau noch weiterhin als Wohnhaus für die jeweiligen Gutsherren. Nachdem Gut und Gemeinde im Jahr 1911 zusammengelegt wurden, wohnte in den 1920er Jahren Paul Schmidt, der unter anderem die Taschenlampe und die Trockenbatterie erfand, im Schloss. Schmidt verkaufte das Gebäude schließlich 1929 an die Stadt Berlin, die es daraufhin zunächst als Kinderhort, Kinderkrippe, Kindergarten und Haushaltsschule nutzte. Im Zweiten Weltkrieg war hier die örtliche Luftabwehrzentrale untergebracht. Nach der Kapitulation wandelte die Verwaltung das Schloss in ein Krankenhaus um, bis 1956 zunächst für Tuberkulosebehandlung, später für Geschlechtskrankheiten. Ab 1957 wurde das Schloss in eine Entbindungsklinik umfunktioniert. Anfang der 1970er Jahre diente es nur noch als Frauenklinik.
Seit 1990 stand das Gebäude leer, eine angekündigte Restaurierung ab 1993 fand nicht statt. Ursprünglich war vorgesehen, hier das Heimatmuseum für den Bezirk Hohenschönhausen unterzubringen, was nach der Bezirksreform 2001 nicht mehr machbar war, da nur noch ein Heimatmuseum für den gesamten Bezirk vorhanden sein soll. (Die Selbstständigkeit als Bezirk wurde abgegeben.) Damit das Gebäude dennoch nicht dem Zahn der Zeit zum Opfer fällt, entstand der Förderverein Schloss Hohenschönhausen, der sich unter dem Motto „Steine für das Schloss – Ich bin dabei“ um eine Restaurierung bemühte. Die ersten Arbeiten hierfür fanden Anfang des 21. Jahrhunderts statt und führten zu kulturellen Zwischennutzungen. Zu Beginn der 2020er Jahre erwarb die Wohnungsgenossenschaft Neues Berlin die Immobilie. Unter dem Namen Bürgerschloss Hohenschönhausen soll ein neuer Kieztreffpunkt bis 2026 hier entstehen.

### Storchenhof

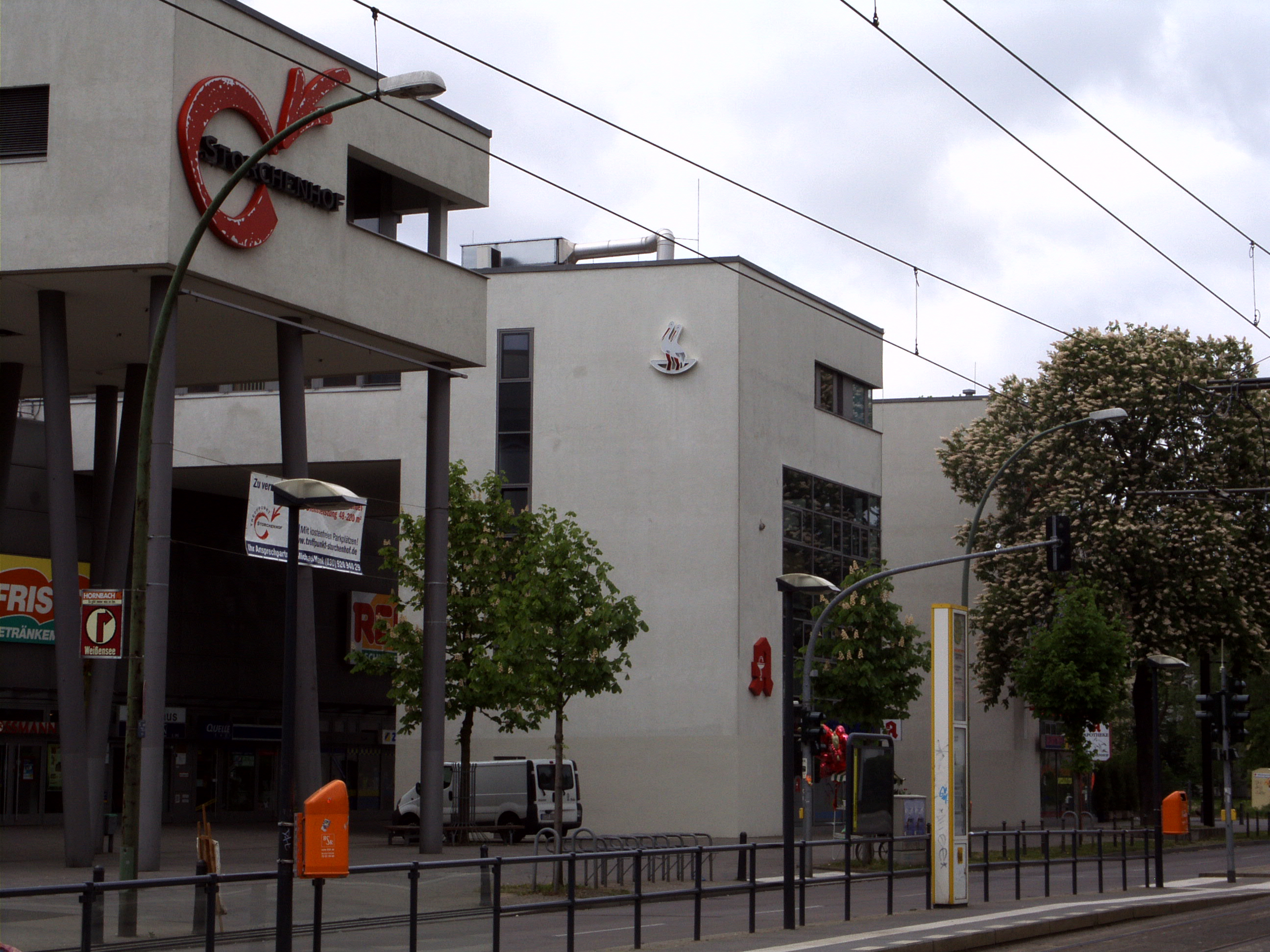
Einkaufszentrum Storchenhof

‚Storchenhof‘ ist eine volkstümliche Umschreibung für die Gegend entlang der Hauptstraße; heutzutage trägt ein Einkaufszentrum diesen Namen.
Der Name geht zurück auf ein Lokal an der Hauptstraße 8/9, der ursprüngliche Name lautete zur Eröffnung 1891 noch Gasthaus zum Alten Krug (der Neue Krug befand sich an der Weißen Taube), später wurde es in Zum Storchnest umbenannt. Der Grund war so einfach wie sein Name selbst: Jährlich nisteten auf dem Dach des Lokals Störche. Ferdinand Schultze, dem das Gasthaus gehörte, baute es in den Folgejahren weiter aus, so entstanden bis 1914 unter anderem eine Schankhalle, eine Musikhalle und eine Stehbierhalle. Für 1926 plante Schultze zudem den Umbau in ein Kinotheater, musste allerdings diese Pläne fallen lassen.
Neben der eigentlichen Funktion als Gasthaus und Tanzlokal für 237 Personen konnte man auch die Halle für politische Veranstaltungen mit bis zu 350 geladenen Gästen umbauen. Insbesondere KPD-, aber auch NSDAP-Mitglieder trafen sich nach 1930 regelmäßig im Lokal, auch Joseph Goebbels hielt hier Reden. Neben den politischen Treffen tagte der Hohenschönhauser Männergesangsverein „Eintracht“ ebenfalls im Storchnest.
Das Lokal wurde ab 1941 zum Zwangsarbeitslager der Argus-Werke Reinickendorf umfunktioniert. Im weiteren Verlauf des Zweiten Weltkriegs wurde das Haus getroffen und brannte aus.
In der Nachkriegszeit entstanden auf dem ehemaligen Grundstück ein Neubau als Klubgaststätte, ebenfalls mit dem Namen Zum Storchnest, aber auch eine Schule. Nach der politischen Wende begann zunächst Mitte der 1990er der Abriss der Gaststätte und der Neubau eines Einkaufszentrum, das sich den Namen Storchenhof gab; im Lauf der Jahrzehnte fand diese phonetische Umwandlung statt. Die Schule auf dem Grundstück Nummer 8 wurde 2005 abgerissen; das Gelände wird schrittweise zu einem neuen Quartierspark umgebaut.

### Altes Rathaus

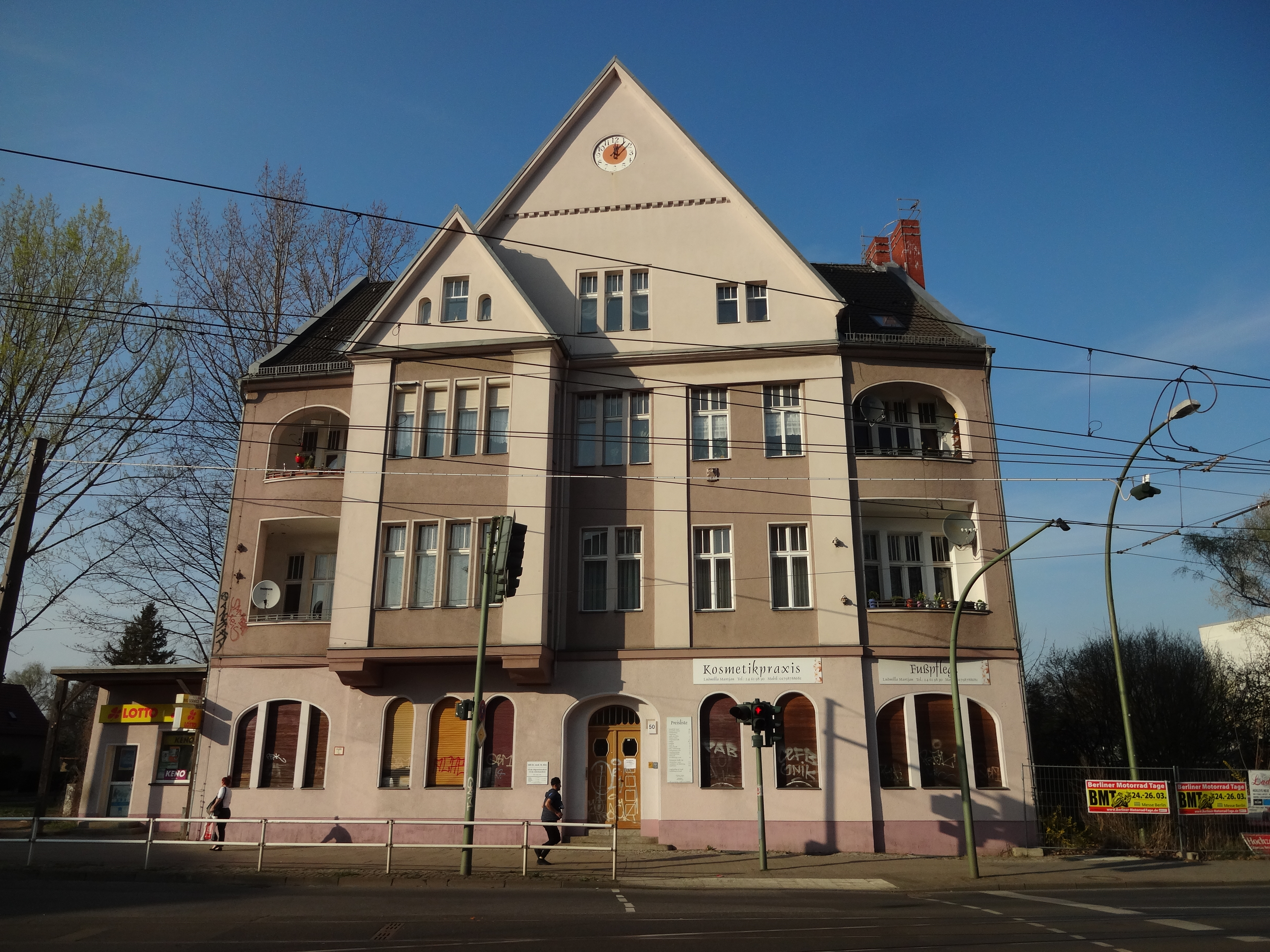
Altes Rathaus

Das ehemalige Rathaus der Landgemeinde Hohenschönhausen steht an der Hauptstraße 50, direkt gegenüber der Kreuzung mit der Konrad-Wolf-Straße. Das Gebäude wurde 1909 errichtet und diente sowohl als Rathaus als auch als Wohnhaus.
Im Erdgeschoss waren die Büros des Gemeindevorstands, der Sitzungssaal sowie die Polizeiwache. Eine Etage darüber befand sich die Wohnung des Gemeindevorstehers. In der zweiten Etage sowie im Dachgeschoss gab und gibt es auch heute noch Wohnungen.
Mit der Bildung des eigenständigen Stadtbezirks Hohenschönhausen zog die Verwaltung in einen schlichten Plattenbau in der Große-Leege-Straße 103 um.

## Verkehr
Auf dem ausgebauten Abschnitt zwischen Konrad-Wolf-Straße und Rhinstraße wird die Hauptstraße von den Straßenbahnlinien M5 und 27 sowie von den Buslinien 256 und 294 befahren. Die Straßenbahnstrecke wurde 1899 als Teil der Straßenbahn Berlin–Hohenschönhausen bis zur Hauptstraße gebaut und 1913 weiter nach Nordosten verlängert.
Auf mittlerer Höhe der Straße befindet sich die einzige Haltestelle Alt-Hohenschönhausen (bis 2019: Hauptstraße/Rhinstraße). Diese wurde zusammen mit der gesamten Straßenbahnstrecke im Jahr 2003 umfangreich saniert. Die diskutierte Option, eine Kombihaltestelle für Bus und Straßenbahn zu errichten, wurde nicht ausgeführt, da die ohnehin schmalen Bahnsteige dadurch noch kleiner ausgefallen wären.